# ATC (N03)
Jest to część klasyfikacji anatomiczno-terapeutyczno-chemicznej:
- N – Ośrodkowy układ nerwowy
  - N 01 – Leki znieczulające
  - N 02 – Leki przeciwbólowe
  - N 03 – Leki przeciwdrgawkowe
  - N 04 – Leki stosowane w chorobie Parkinsona
  - N 05 – Leki psycholeptyczne
  - N 06 – Psychoanaleptyki
  - N 07 – Inne leki wpływające na układ nerwowy

Obejmuje ona leki przeciwdrgawkowe:

## N 03 A – Leki przeciwdrgawkowe
- N 03 AA – Barbiturany i ich pochodne
  - N 03 AA 01 – metylofenobarbital
  - N 03 AA 02 – fenobarbital
  - N 03 AA 03 – prymidon
  - N 03 AA 04 – barbeksaklon
  - N 03 AA 30 – metarbital
- N 03 AB – Pochodne hydantoiny
  - N 03 AB 01 – etotoina
  - N 03 AB 02 – fenytoina
  - N 03 AB 03 – walerianian amino(difenylohydantoiny)
  - N 03 AB 04 – mefenytoina
  - N 03 AB 05 – fosfenytoina
  - N 03 AB 52 – fenytoina w połączeniach
  - N 03 AB 54 – mefenytoina w połączeniach
- N 03 AC – Pochodne oksazolidyny
  - N 03 AC 01 – parametadion
  - N 03 AC 02 – trimetadion
  - N 03 AC 03 – etadion
- N 03 AD – Pochodne imidu kwasu bursztynowego
  - N 03 AD 01 – etosuksymid
  - N 03 AD 02 – fenosuksymid
  - N 03 AD 03 – mesuksymid
  - N 03 AD 51 – etosuksymid w połączeniach
- N 03 AE – Pochodne benzodiazepiny
  - N 03 AE 01 – klonazepam
- N 03 AF – Pochodne karboksyamidu
  - N 03 AF 01 – karbamazepina
  - N 03 AF 02 – okskarbazepina
  - N 03 AF 03 – rufinamid
  - N 03 AF 04 – eslikarbazepina
- N 03 AG – Pochodne kwasów tłuszczowych
  - N 03 AG 01 – kwas walproinowy
  - N 03 AG 02 – walpromid
  - N 03 AG 03 – kwas aminomasłowy
  - N 03 AG 04 – wigabatryna
  - N 03 AG 05 – progabid
  - N 03 AG 06 – tiagabina
- N 03 AX – Inne
  - N 03 AX 03 – sultiam
  - N 03 AX 07 – fenacemid
  - N 03 AX 09 – lamotrygina
  - N 03 AX 10 – felbamat
  - N 03 AX 11 – topiramat
  - N 03 AX 13 – feneturyd
  - N 03 AX 14 – lewetyracetam
  - N 03 AX 15 – zonisamid
  - N 03 AX 17 – styrypentol
  - N 03 AX 18 – lakozamid
  - N 03 AX 19 – karisbamat
  - N 03 AX 21 – retygabina
  - N 03 AX 22 – perampanel
  - N 03 AX 23 – briwaracetam
  - N 03 AX 24 – kannabidiol
  - N 03 AX 25 – cenobamat
  - N 03 AX 26 – fenfluramina
  - N 03 AX 27 – ganaksolon
  - N 03 AX 30 – beklamid